# Dimetilsolfuro
Il dimetilsolfuro, detto anche solfuro di dimetile o metiltiometano o DMS, è un tioetere con formula molecolare (CH3)2S. 
La sua produzione è imputabile principalmente alla degradazione del dimetilsolfoniopropionato (DMSP), un metabolita di alcune alghe marine.  Si ritiene infatti che contribuisca a determinare l'odore di salsedine tipico delle distese marine. Il DMS viene anche prodotto dalla trasformazione, a opera di alcuni batteri, del dimetilsolfossido (DMSO). Sul nostro pianeta Terra, questa molecola è prodotta solo dalla vita.
Ha funzione aggregante nei confronti delle particelle di vapore acqueo presenti nell'atmosfera, aiuta quindi la formazione di nubi e la conseguente schermatura dell'atmosfera dalla radiazione solare entrante, è ritenuto per questo un limitante dell'effetto serra.
L'11 Settembre 2023, un comunicato NASA riporta la possibilità che il telescopio spaziale James Webb abbia riscontrato la presenza di questa molecola nell'atmosfera dell'esopianeta K2-18b.